# Конституция I года
Конституция I года (фр. Constitution de l'an I) или Монтаньярская конституция (фр. Constitution montagnarde) — основной закон Первой Французской республики, принятый Национальным конвентом 24 июня 1793 года.
По сравнению с конституцией 1791 года, якобинская конституция только с большей силой настаивает на верховенстве нации и на праве сопротивления, даже возмущения, в случае нарушения правительством прав народа, и, подобно жирондистскому проекту, содержит в себе постановления об общественной помощи и общественном образовании.
Социального строя, установленного конституцией 1791 года, якобинская конституция ни в чём не изменяет; только в политическом отношении она отличается большим демократизмом: выборы сделаны прямыми, ценз отменён, возраст избирателей с 25 лет понижен до 21 года. Законодательное собрание предполагалось избирать на год, с правом издавать декреты и предлагать законы: если в течение сорока дней по обнародовании их одна десятая часть первичных собраний в половине общего числа департаментов плюс один не опротестует принятого законодательным собранием проекта закона, то последний делается законом; в противном случае собираются первичные собрания, на которых народ может только вотировать «да» или «нет».
Исполнительная власть вручается комитету из двадцати четырёх лиц, назначаемых законодательным корпусом из числа кандидатов, представленных департаментскими собраниями. Для пересмотра конституции требовалось только желание одной десятой части первичных собраний в половине общего числа департаментов плюс один.

## История
11 декабря 1792 года жирондистам Жак-Пьеру Бриссо, Николя де Кондорсе, Пьеру Виктюрниену Верньо, Арману Жансонне, а также Томасу Пейну, Эмманюэлю Жозефу Сьейесу, Бертрану Бареру де Вьёзаку и Жоржу Жаку Дантону было поручено подготовить новую конституцию. Все они были врагами Робеспьера. 
19 декабря Бертран Барер де Вьёзак представил свой первый отчет. 
15 февраля 1793 г. был представлен проект конвенции. 
27 февраля Робеспьер пригласил якобинцев изучить проект конституции. 
15–17 апреля Конвент обсудил Декларацию прав человека и гражданина 1793 г., французский политический документ, предшествовавший первой республиканской конституции страны. 
19 апреля Робеспьер выступил против пункта 7: право выражать свои мысли и свои мнения...". 
22 апреля Конвент обсудил пункт 29: право на сопротивление. 
24 апреля Робеспьер предложил несколько важных изменений:
1. Граждане, доходы которых не превышают необходимого для их существования, освобождаются от уплаты налогов; все остальные должны уплачивать их в соответствии с прогрессивной шкалой налогообложения.
2. Люди всех стран — братья, и разные народы должны помогать друг другу по мере своих сил, как если бы они были гражданами одного государства;
3. Кто угнетает один народ, объявляет себя врагом всех;
4. Всякий, кто ведет войну с народом, чтобы остановить прогресс свободы и  уничтожить права человека, должен преследоваться всеми, не как обычный враг, а как мятежник, разбойник и убийца;
5. Короли, аристократы и тираны, кем бы они ни были, являются рабами, восставшими против владыки земли, которым является человеческий род, и против законодателя вселенной, которым является природа.

27 апреля Робеспьер прочитал Декларацию в Якобинском клубе.

## Наследие
Эта конституция вдохновляла революционеров 1848 г., а после 1870 г. она перешла и в идеологию Третьей республики. Документ представляет собой фундаментальный и исторический сдвиг в политических приоритетах, который во многом способствовал более поздним демократическим институтам и процессам.